# Helmet
Helmet es una banda de metal alternativo de Nueva York formada en 1989, inicialmente por Page Hamilton como vocalista y primera guitarra, John Stanier en la batería, Peter Mengede en la guitarra rítmica y Henry Bogdan en el bajo. Helmet ha tenido muchos cambios de alineación, siendo Hamilton el único miembro constante de la banda.

## Primeros años
Hamilton, después de salirse de Band of Susans, formó Helmet en 1989. Fueron vistos por Tom Hazelmeyer de Amphetamine Reptile Records donde los fichó, lanzando su debut de 7" Born Annoying. Posteriormente lanzaron su primer álbum Strap it On en 1990. Su música se caracteriza por sus repeticiones, sincopas, riffs de guitarra Staccato, a menudo compases distorsionados y casi siempre en modo menor con afinaciones, normalmente, en Drop D (antes de la separación de 1998) o Drop C.

## El Mainstream
La banda saltó al mainstream en 1992 al fichar por Interscope Records a principio de 1992. Se rumorea que recibieron más de 1 millón de dólares al firmar además de una improcedente cantidad de control sobre su trabajo. Su primer álbum con el sello, Meantime se lanzó en 1992 y se certificó como Oro en 1994. El álbum ha vendido alrededor de dos millones de copias en el mundo y sigue siendo su álbum más vendido.
Helmet realizó una gira por Estados Unidos, Brasil, Europa y Asia sin descanso, generalmente con otros artistas de AmRep. Las tensiones internas se subieron a veces. A principios de 1993, el guitarrista Peter Mengede sale de la banda y forma Handsome los cuales solo lanzaron un álbum en 1997. Fue reemplazado por Rob Echeverria, guitarrista de la banda de hardcore Rest in Peaces. El tercer álbum de la banda, Betty, lanzado en 1994 falló en vender a grandes cifras como Meantime. En 1995, la banda apareció en la película Jerk Boys haciendo una versión de Black Sabbath "Symptom of the Universe" y destacando un cameo de Ozzy Osbourne como su mánager. Después de grabar y girar en apoyo a Betty, Rob Echeveria se une a Biohazard, sin embargo, esa separación, fue más amigable que la de Mengede.
La banda decidió empujar y grabar Aftertaste como trío. Una primera versión del álbum fue retirada a último minuto terminando 1996 cuando las actividades de promoción ya habían empezado. Posteriormente, el lanzamiento se retrasó a marzo de 1997 para una nueva mezcla de audio y el guitarrista Chris Traynor (anteriormente en Orange 9mm) fue reclutado para el tour del disco. Aunque "Exaclty Whay You Wanted" se había convertido en un moderado hit, el álbum solo estuvo unas pocas semanas en el Billboard 200. El tour de Aftertaste demostró en ser el último de la banda. En medio de largas disputas privadas, los miembros deciden retirarse. Preguntando por la separación, Hamilton respondió "9 años, 5 álbumes, 1600 shows, y encontramos difícil mirarnos el uno al otro más".

## Proyectos posteriores
Después de la disolución de Helmet, sus integrantes se involucraron en numerosos y diferentes proyectos.
Hamilton se reubicó de Nueva Yok a Los Ángeles, California, y se involucró en numerosos proyectos, de tocar guitarra para David Bowie hasta hacer sesiones para películas, trabajando con el compositor Elliot Goldenthal en los soundtracks de las películas de 1999 In Dreams y Titus, la segunda vez trabajando con él, siendo la primera en 1995 para la película The Heat. Él periódicamente volvió a Nueva York a trabajar en su nueva banda Gandhi, el cual hubo muchas canciones que posteriormente aparecieron en el álbum Size Matters de Helmet.

## Reunión (2004-presente)
Después de mudarse a Los Ángeles, Hamilton empezó a trabajar con John Tempesta (antes en Testament y White Zombie) en un nuevo proyecto, Hamilton fue presionado por Jimmy Ivoinne de Interscope para lanzarlo bajo el nombre de Helmet, los cuales Interscope mantenía los derechos y Hamilton se resistió por un tiempo, pero desde que sus relaciones con Bogdan y Stanier no mejoraran desde 1998 y sus previas ofertas a reunirlos fueron rechazadas o ignoradas, decidió seguir y publicar más música como Helmet sin ellos.
Chris Traynor con el que seguía en buenos términos, llegó a bordo a cubrir el bajo y partes de guitarras. Con Tempesta en la batería y Hamilton cubriendo las voces y la guitarra, el trío grabó Size Matters a principios de 2004. Para el tour del álbum, reclutaron a Frank Bello, sin embargo sale antes de terminar el tour para reunirse con su banda original Anthrax. Jeremy Chatelain lo reemplazó para terminar el tour. Tempesta se va a principios de 2006 a unirse a The Cult.
A finales de 2005 Helmet se separa de Inerscope. Por entonces, fichan con Warcon Enterprises y anunció un nuevo álbum en progreso. El nuevo álbum fue grabado y coproducido por Wharton Tiers quien grabó los primeros discos de la banda, Strap it On y Meantime. Para el álbum Hamilton y Traynor volvieron al estudio y reclutaron a un nuevo baterista, Mike Jost (anteriormente en Adair). Helmet encabezó el Warped Tour de 2006 en apoyo al nuevo álbum y Jeremy Chatelain volvió a su rol del anterior tour.
En septiembre de 2006 Chris Traynor anunció que se va de la banda después de trabajar casi una década con Hamilton. Pocos días después Mike Jost también decide salirse de la banda a tomar sus roles de nuevo padre. Jeremy Chatelain también tenía otros compromisos. Hamilton a principios de octubre anuncio un nuevo baterista y bajista, Kyle Stevenson y Jon Fuller. El australiano Jimmy Thompson también se unió a la banda en la guitarra y fue reemplazado por Dan Beeman el 2008. Debido a los cambió Hamilton fue forzado a cancelar muchas fechas de EE. UU. y Europa. En diciembre teleoneó a Guns N Roses en las fechas restantes de su tour.
En 2007, la banda grabó la canción "Revenge Destroys Everything" (con su respectivo vídeo) para banda sonora de la película TATUA, basada en el cómic del mismo nombre por Paul Jenkins. Helmet también hizo otro vídeo para Money Shot de su álbum Monochrome para otro soundtrack de la película The Dreamless.
En el 2010 Helmet lanzó Seeing Eye Dog, via Wok Song, un sello del músico Joe Henry. 
En noviembre de 2011 Helmet anunció un tour europeo en aniversario del Meantime del 5 de marzo a 12 de abril de 2012 con la intención de tocar el disco entero de 20 años.
El 2014 celebran el 20 aniversario del Betty, en un tour que cruzó Europa entre septiembre y octubre. El cual la banda tocó de principio a fin seguido de un segundo setlist. En 2016, sale otro disco de Helmet, Dead to the World.

## Discografía

### Álbumes de estudio
- 1990: Strap It On
- 1992: Meantime
- 1994: Betty
- 1997: Aftertaste
- 2004: Size Matters
- 2006: Monochrome
- 2010: Seeing Eye Dog
- 2016: Dead to the World
- 2023: Left

### Álbumes recopilatorios
- Judgment Night (1993) – "Just Another Victim" (con House of Pain).
- Volume Eleven: Reading Special (1994) – "Lord of This World" (versión de Black Sabbath).
- Born Annoying (1995)
- Saturday Morning: Cartoons' Greatest Hits (1995) – "Gigantor" (theme).
- Encomium: A Tribute to Led Zeppelin (1995) – "Custard Pie" (versión de Led Zeppelin ) (con David Yow de The Jesus Lizard).
- The Jerky Boys (1995) – "Symptom Of The Universe" (versión de Black Sabbath).
- Music for Our Mother Ocean (1996) – "Army of Me" (versión de Björk).
- Unsung: The Best of Helmet (1991–1997) (1997).